# Sceiccato di Aulaqi Superiore
Lo Sceiccato di Aulaqi Alto (in arabo: مشيخة العوالق العليا Mashyakhat al-'Awālaq al-'Ulyā) fu uno stato del Protettorato di Aden, poi della Federazione degli Emirati Arabi del Sud, quindi dell'entità seguente, la Federazione dell'Arabia Meridionale. La sua capitale era Sa'id. L'area dell'ex Stato è ora la parte centrale del Governatorato di Shabwa nello Yemen.

## Storia
I sultani dell'Aulaqi Inferiore si separarono dal Sultanato di Aulaqi Superiore nel XVIII secolo e gli sceicchi di Aulaqi Superiore con base a Said si fecero via via indipendenti dal Sultanato di Aulaqi Superiore durante lo stesso periodo. Nel tardo XIX secolo, la zona passò sotto l'influenza britannica e, infine, l'Aulaqi Superiore divenne parte costituente del Protettorato di Aden. Fu uno dei membri fondatori della Federazione degli Emirati Arabi del Sud nel 1959 e dell'entità che la seguì, la Federazione dell'Arabia Meridionale, nel 1963.
L'ultima sceicco Amir Abd Allah ibn Muhsin al Yaslami Al Aulaqi, venne deposto il 28 agosto 1967 ed il suo stato abolito nel novembre del 1967 alla fondazione della Repubblica Democratica Popolare dello Yemen.

## Elenco degli sceicchi
I regnanti portavano il titolo di Shaykh al-Mashyakha al-`Awlaqiyya al-`Ulya.
- Amir Daha (..... - ....)
- Amir Yaslam ibn Daha (.... - ....)
- Amir `Ali ibn Yaslam (.... - ....)
- Amir `Amm Dayb ibn `Ali al-Yaslami al-`Awlaqi (.... - ....)
- Amir Ruways ibn `Amm Dayb al-Yaslami al-`Awlaqi (.... - ....)
- Amir Nasir ibn Ruways al-Yaslami al-`Awlaqi (.... - ....)
- Amir Farid ibn Nasir al-Yaslami al-`Awlaqi (1871 ? - 2 giugno 1883)
- Amir Ruways ibn Farid al-Yaslami al-`Awlaqi (1883 - 1890)
- Amir `Amm Rassas ibn Farid al-Yaslami al-`Awlaqi (1890 - luglio 1902)
- Amir Muhsin ibn Farid al-Yaslami al-`Awlaqi (1902 - 1959)
- Amir `Abd Allah ibn Muhsin al-Yaslami al-`Awlaqi (1959 - 28 agosto 1967)